# Cupa Ligii 2015-2016
La Cupa Ligii 2015-16, nota come Cupa Ligii Adeplast per ragioni di sponsorizzazione, è stata la 4ª edizione di questo torneo. Il torneo è iniziato il 9 settembre 2015 per concludersi a maggio 2016 con la finale. Hanno partecipato le 14 squadre della Liga I 2015-2016. La squadra vincitrice ha ottenuto un premio in denaro di 400.000 euro. Lo Steaua Bucarest ha vinto il trofeo per la seconda edizione consecutiva.

## Calendario
| Fase        | Turno            | Date                             |
| ----------- | ---------------- | -------------------------------- |
| Fase finale | Ottavi di finale | 9 - 10 settembre 2015            |
| Fase finale | Quarti di finale | 14 - 15 ottobre 2015             |
| Fase finale | Semifinali       | 9 - 10 marzo 13 - 14 aprile 2016 |
| Fase finale | Finale           | 17 luglio 2016                   |

## Premi
| Fase             | Premio    |
| ---------------- | --------- |
| Campione         | € 265 000 |
| Finalista        | € 165 000 |
| Semifinalista    | € 50 000  |
| Quarti di finale | € 25 000  |
| Ottavi di finale | € 20 000  |

## Ottavi di finale
Agli ottavi di finale hanno partecipato tutte le squadre della Liga I 2015-2016, eccetto le prime due classificate nella Liga I 2014-2015, Steaua Bucarest e ASA Târgu Mureș.
| Squadra 1                 | Risultato             | Squadra 2         |
| ------------------------- | --------------------- | ----------------- |
| 9 settembre 2015          |                       |                   |
| Concordia Chiajna         | 3 − 0                 | Botoșani          |
| SSU Politehnica Timișoara | 1 − 0                 | Petrolul Ploiești |
| CSM Studențesc Iași       | 0 − 1                 | CFR Cluj          |
| 10 settembre 2015         |                       |                   |
| Voluntari                 | 0 − 2                 | Astra Giurgiu     |
| Viitorul Costanza         | 0 − 0 (dts) (9-8 dtr) | U Craiova         |
| Pandurii                  | 0 − 2                 | Dinamo Bucarest   |

## Quarti di finale
Ai quarti di finale hanno partecipato le 6 squadre che hanno vinto gli ottavi di finale più le prime due classificate nella Liga I 2014-2015, Steaua Bucarest e ASA Târgu Mureș.
| Squadra 1         | Risultato | Squadra 2                 |
| ----------------- | --------- | ------------------------- |
| 14 ottobre 2015   |           |                           |
| Concordia Chiajna | 1 − 0     | ASA Târgu Mureș           |
| Dinamo Bucarest   | 2 − 0     | CFR Cluj                  |
| 15 ottobre 2015   |           |                           |
| Viitorul Costanza | 0 − 3     | Astra Giurgiu             |
| Steaua Bucarest   | 1 − 0     | SSU Politehnica Timișoara |

## Semifinali
| Squadra 1                 | Totale | Squadra 2       | Andata | Ritorno |
| ------------------------- | ------ | --------------- | ------ | ------- |
| 9 marzo / 13 aprile 2016  |        |                 |        |         |
| Steaua Bucarest           | 3 − 0  | Astra Giurgiu   | 1 − 0  | 2 − 0   |
| 10 marzo / 14 aprile 2016 |        |                 |        |         |
| Concordia Chiajna         | 4 − 1  | Dinamo Bucarest | 3 − 0  | 1 – 1   |

## Finale
| Arbitro: | Marius Avram |

|                                    |           |          |
| Momčilović 61’ Hamroun 111’ (rig.) | Marcatori | 88’ Pena |